# MDGRAPE-3
MDGRAPE-3 — надвисокопродуктивна петамасштабна суперкомп'ютерна система, розроблена в дослідницькому інституті Riken у Японії. Це система спеціального призначення, створена для моделювання молекулярної динаміки, зокрема, прогнозування структури білків.
MDGRAPE-3 складається з 201 модуля з 24 нестандартних чіпів MDGRAPE-3 (загалом 4824), а також додаткових двоядерних процесорів Intel Xeon (кодова назва «Dempsey»), які служать хост-машинами.
У червні 2006 року Riken оголосив про завершення, досягнувши петафлопса арифметичної продуктивності з рухомою комою. Це було більш ніж у три рази швидше, ніж версія системи IBM Blue Gene/L 2006 року, яка тоді очолювала список ТОП-500 суперкомп'ютерів із показником 0,28. петафлопс. Але, оскільки це не універсальна машина, здатна виконувати тести LINPACK, MDGRAPE-3 не входить до списку TOP500.